# Радощі середнього віку
«Радощі середнього віку» («Keskea rõõmud») — радянський художній фільм 1986 року, знятий режисером Лембітом Ульфсаком на кіностудії «Талліннфільм»

## Сюжет фільму
Дві подружні пари та їхня спільна знайома вирушають до відомого екстрасенса в надії на те, що він допоможе розібратися кожному в назрілих проблемах.

## У ролях
- Кайє Міхкелсон — Хелена
- Юлле Кальюсте — Сільва Рауд
- Лембіт Ульфсак — Хуберт Рауд, чоловік Сільви
- Арво Кукумягі — Юрі, тракторист
- Айре Йохансон — дружина тракториста Юрі
- Хендрік Тоомпере — Отт, студент
- Ене Ярвіс — подруга Хелени
- Хейно Мандрі — дядько Раул
- Лейда Сибул — мати Сільви
- Хільда Фернанда Коні — подруга матері Сільви
- Енн Краам — інспектор ДАІ
- Велло Янсон — інспектор ДАІ
- Вяйно Лаєс — людина в універмазі
- Мерле Тальвік — продавчиня
- Паул Лаасік — Касеорг, лейтенант міліції
- Аліс Тальвік — епізод
- Тину Луме — епізод
- Роман Баскін — клієнт Тина
- Кадрі Ааремяе — епізод
- Меєта Антон — епізод
- Тиніс Лепп — епізод
- Тину Каттай — епізод
- Рене Реканд — епізод
- Хельгі Рідамяе — подруга матері Сільви
- Хермійне Вілл — епізод
- Юрі Лаулік — епізод
- Кюллі Палмсаар — епізод
- Даян Ахметов — епізод
- Андрес Двинянінов — епізод
- Марі-Леєн Юкскюла — епізод
- Аллан Ноорметс — епізод
- Андрес Ноорметс — епізод
- Март Нурк — епізод
- Кайлі Кукумягі — Марія
- Доріан Супін — мотоцикліст

## Знімальна група
- Режисер — Лембіт Ульфсак
- Сценаристи — Валентин Куйк, Андрій Дмитрієв
- Оператор — Микола Шарубін
- Композитор — Тину Ааре
- Художник — Прійт Вахер